# Nasip Naço
Nasip Naço (* 5. April 1961 in Skrapar) ist ein albanischer Politiker (LSI). Von September 2013 bis November 2015 war er Justizminister im ersten Regierungskabinett von Ministerpräsident Edi Rama (PS).

## Leben

### Ausbildung und professionelle Arbeit
Nasip Naço studierte zwischen 1988 und 1992 Rechtswissenschaft an der Rechtswissenschaftlichen Fakultät der Universität Tirana. Danach arbeitete er bis 1994 als regionaler Staatsanwalt für den Kreis Berat, bis er als gewöhnlicher Anwalt in die Anwaltskammer von Berat und Tirana wechselte, wo er bis 1997 tätig war. Bevor er 2002 bis 2004 Generaldirektor des Zwangsvollstreckungsdienstes war, arbeitete Naço bei verschiedenen Posten der Staatsanwaltschaft und des Innenministeriums.

### Politische Laufbahn
2008 wurde Naço zum politischen Sekretär der LSI für den Qark Berat ernannt. 2009 bis 2011 war er stellvertretender Präsident des Kuvendi i Shqipërisë. 2011 wurde er vom damaligen Ministerpräsidenten Sali Berisha (PD) in sein Kabinett geholt, wo er für ein Jahr Minister für Wirtschaft, Handel und Energie war. Von 2012 bis 2013 war er wieder stellvertretender Parlamentspräsident.
Nachdem die Sozialistische Partei Albaniens bei der Parlamentswahl 2013 klar gegen die seit 2005 regierende Demokratische Partei Albaniens gewinnen hatte, zeichnete sich ein Regierungswechsel ab. Die LSI wurde wieder Koalitionspartner der Regierung, was sie schon seit 2009 mit den Demokraten war. Der neue Ministerpräsident Edi Rama (PS) holte Nasip Naço in sein Kabinett und ernannte ihn im September 2013 zum Leiter des Justizministeriums. Im November 2015 trat er aus unklaren Gründen aus diesem Amt zurück. Sein Nachfolger wurde Ylli Manjani.

## Privates
Nasip Naço ist mit Theodhora Naço verheiratet. Das Paar hat zwei Kinder, Betina und Franko Naço.
Naço spricht neben Albanisch fließend Englisch und Italienisch.